# یون نیشچوک
یون نیشچوک (اوکراینی: Євген Миколайович Нищук؛ زادهٔ ۲۹ دسامبر ۱۹۷۲) بازیگر، سیاستمدار، و بازیگر تئاتر اهل اوکراین است.